# Ely Guerra
Ely Guerra (Monterrey, 13 de fevereiro de 1972) é uma cantora e compositora mexicana. Filha de Alberto Guerra e Gloria Vázquez, ela viveu os primeiros anos de sua vida em Monterrey, onde nasceu, antes de se mudar para San Luis Potosí e depois para Guadalajara, devido ao trabalho de seu pai.

## Discografia

### Álbuns de estúdio
- Ely Guerra (1995)
- Pa' Morirse de Amor (1997)
- Lotofire (1999)
- Sweet & Sour, Hot y Spicy (2004)
- Hombre Invisible (2009)
- Hombre Invisible (2011) - relançamento da versão jazz
- Zion (2019)

### Álbuns ao vivo
- Teatro Metropólitan (2007)
- Plug and Play (2007)
- El Origen (2014)

### DVDs
- Ciclos (2013)

### EPs
- 4 (2003)